# Catada trichocolpa
Catada trichocolpa är en fjärilsart som beskrevs av George Francis Hampson. Catada trichocolpa ingår i släktet Catada och familjen nattflyn. Inga underarter finns listade i Catalogue of Life.